# Overland-kampagnen
Overland-kampagnen var en række slag, som blev udkæmpet i maj og juni 1864 i den amerikanske borgerkrig. Generalløjtnant Ulysses S. Grant, øverstkommanderende for alle Unionens hære, styrede Army of the Potomac, under kommando af generalmajor George G. Meade og andre styrker imod Sydstaternes general Robert E. Lee's Army of Northern Virginia. Selv om Grant led forfærdelige tab og led adskillige taktiske nederlag i kampagnen, betragtes den som en strategisk sejr for Unionen, der placerede Lee i en uholdbar position ved Petersburg i Virginia.

## Baggrund og de involverede styrker
I marts 1864 blev Grant tilkaldt fra det vestlige operationsområde i borgerkrigen, forfremmet til generalløjtnant og tildelt kommandoen over alle Unionens hære. Han valgte at opslå sit hovedkvarter ved Army of the Potomac, selv om Meade forblev som øverstkommanderende for denne hær. Han efterlod generalmajor William Tecumseh Sherman som øverstkommanderende for de vestlige hære. Grant opstillede en koordineret strategi, som ville ramme hjertet af konføderationen fra forskellige retninger samtidig. Grant, Meade, og Benjamin Butler mod Lee nær Richmond, Virginia; Franz Sigel i Shenandoah dalen; Sherman skulle invadere Georgia, besejre Joseph E. Johnston og erobre Atlanta; George Crook og William W. Averell skulle ødelægge jernbaneforsyningslinier i West Virginia; Nathaniel Banks skulle erobre Mobile i Alabama. Det var først gang, Unionens hære fik en samlet offensiv strategi, som dækkede en række operationsområder.
Selv om tidligere kampagner fra unionshæren i Virginia havde haft Konføderationens hovedstad Richmond som deres primære mål, var det primære mål denne gang at ødelægge Lees hær. Grant sagde til Meade: "Hvor end Lee tager hen, dér tager De også hen."
I begyndelsen af kampagnen var Grants hær på i alt 118.700 mand med 316 kanoner. De omfattede Army of the Potomac under generalmajor George G. Meade og IX Korps, som indtil den 24. maj formelt var en del af Army of the Ohio, med direkte rapport til Grant, ikke Meade). De fem korps var:
- II Korps under generalmajor Winfield S. Hancock, som bestod af divisionerne under generalmajor David B. Birney og brigadegeneralerne Francis C. Barlow, John Gibbon og Gershom Mott.
- V Korps under generalmajor Gouverneur K. Warren, som bestod af divisionerne under brigadegeneralerne Charles Griffin, John C. Robinson, Samuel W. Crawford og James S. Wadsworth.
- VI Korps under generalmajor John Sedgwick, som bestod af divisionerne under brigadegeneralerne Horatio G. Wright, George W. Getty og James B. Ricketts.
- IX Korps under generalmajor Ambrose Burnside, som bestod af divisionerne under brigadegeneralerne Thomas G. Stevenson, Robert B. Potter, Orlando B. Willcox og Edward Ferrero.
- Kavalerikorpset under generalmajor Philip Sheridan, som omfattede divisionerne under brigadegeneralerne Alfred T.A. Torbert, David McM. Gregg og James H. Wilson.

Lee's sydstatshær Army of Northern Virginia bestod af ca. 64.000 mand og 274 kanoner og var organiseret i fire korps:
- Første Korps under generalløjtnant James Longstreet, som omfattede divisionerne under generalmajor Charles W. Field og brigadegeneral Joseph B. Kershaw.
- Andet Korps under generalløjtnant Richard S. Ewell, som omfattede divisionerne under generalmajorerne Jubal A. Early, Edward "Allegheny" Johnson og Robert E. Rodes.
- Tredje Korps under generalløjtnant A.P. Hill, som omfattede divisionerne under generalmajorerne Richard H. Anderson, Henry Heth og Cadmus M. Wilcox.
- Kavalerikorpset under generalmajor J.E.B. Stuart, som omfattede divisionerne under generalmajorerne Wade Hampton, Fitzhugh Lee og W.H.F. "Rooney" Lee.

Grant var forberedt på at udkæmpe en udmattelseskrig hvor den større unionsstyrke ville få Lees hær til at forbløde. Både Unionens og Sydstaternes tab ville blive høje, men Unionen havde større ressourcer og kunne erstatte tabte soldater og udstyr. Trods Grants større styrke havde han udfordringer, hvad angik personellet. Efter at de havde lidt store tab i Slaget ved Gettysburg det foregående år, var I Korps og III Korps blevet nedlagt, og de resterende tropper overført til andre korps, hvilket gik ud over enhedernes sammenhæng og moral. Ved at være den, som opererede i fjendens territorium, måtte Grant forsvare sine forsyningsbaser og forsyningslinjer. Ydermere var mange af hans soldater ved at nå til afslutningen på deres tre års tjenestetid, og de var naturligvis ikke meget for at deltage i farlige angreb. For at overvinde disse udfordringer supplerede Grant sine styrker ved at forflytte tropper, som bemandede de tunge artilleribatterier rundt om Washington D.C. til infanteriregimenter.
Overland-kampagnen startede, da Grants styrker krydsede Rapidanfloden den 4. maj 1864. Grants mål var at tvinge Lee til kamp udenfor hans Mine Run befæstninger ved enten at trække hans styrker ud, eller ved at ramme dem i flanken. Lee viste det vovemod, som havde karakteriseret hans adfærd som general, og rykkede ud, som Grant havde ønsket, men hurtigere end Grant havde forventet. Unionens styrker havde for lidt tid til at rydde området, som var kendt under navnet the Wilderness (vildnisset). The Wilderness var et område med sammenfiltret krat og underskov, hvor en del af Slaget ved Chancellorsville var blevet udkæmpet året før. Ved at tvinge Grant til kamp her lykkedes det Lee at neutralisere Unionens fordel i artilleri.

## Slag
Slagene, som blev udkæmpet i Overland-kampagnen, var:
Slaget ved the Wilderness (5. maj – 7. maj 1864)
Kampe begyndte om morgenen den 5. maj, da Ewells sydstatskorps, som hurtigt bevægede sig ned ad Orange Turnpike (landevej), stødte voldsomt sammen med Warren's V Korps. Som dagen skred frem, brød der kampe ud længere sydpå langs Orange Plank Road, hvor A.P. Hill's sydstatshær mødte Hancock's II Korps. Den 6. maj ankom Longstreets sydstatskorps til slagmarken. Det stoppede i første omgang Unionens fremrykning, og derefter sendte et angreb i flanken Unionens tropper på tilbagetog, indtil der blev etableret en defensiv position nær Brock Road. Under al denne forvirring blev Longstreet såret af ild fra egen side og blev erstattet som korpskommandør af Richard Anderson. Den 7. maj valgte Grant i modsætning til sine forgængere, som alle havde trukket sig tilbage nordpå efter et slag med Lee, at sende sine mænd sydpå og østpå til byen, hvor vejene krydser hinanden – Spotsylvania Court House.
Slaget ved Spotsylvania Court House (8. maj – 21. maj)
Lee kom først til Spotsylvania Court House og gravede skyttegrave. I en række angreb, som forløb over to uger, hamrede Grant løs på Sydstaternes linjer, fortrinsvis i et område, som blev kendt som "Mule Shoe" (muldyrskoen). Et massivt angreb af Hancocks II Korps mod "Bloody Angle" (blodige hjørne)-delen af denne linje den 12. maj blev et forvarsel om den gennembrudstaktik, man skulle opleve i skyttegravene under 1. verdenskrig.
Igen trak Grant sig tilbage fra fjenden og fortsatte mod sydøst.
Slaget ved Yellow Tavern (11. maj)
Sheridans kavalerikorps i Meades hær havde udelukkende været anvendt som afskærmning og til rekognoscering. Sheridan gik over hovedet på Meade og fik tilladelse fra Grant til at operere som en selvstændig styrke, som skulle forfølge og bekrige Stuarts kavalerikorps. De to kavaleristyrker stødte sammen ved Yellow Tavern, lige nord for Richmond, og Stuart blev dødeligt såret.
Slaget ved Meadow Bridge (12. maj)
Sheridans kavaleri gennemtvang en overgang over en jernbanebro over Chickahominy River som var dyb efter store regnskyl, hvilket gav dem mulighed for at genopbygge en nærliggende vejbro, så tropperne på den måde kunne undslippe i sikkerhed.
Slaget ved Wilson's Wharf (24. maj) Fitzhugh Lee's kavaleridivision angreb Unionens forsyningsdepot ved Wilson's Wharf, men blev slået tilbage af to sorte regimenter under brigadegeneral Edward Wild.
Slaget ved North Anna (23. maj – 26. maj)
Lee opfangede Grants bevægelse og opstillede sine tropper bag North Anna floden i en dal, som ville tvinge Grant til at dele sin hær for at angribe den. Den 23. maj angreb en af Hills divisioner V Korps, som havde krydset floden, hvilket resulterede i et blodigt, men uafgjort slag. Den 24. maj blev Unionens infanteri slået tilbage ved Ox Ford, men trængte frem på Konføderationens højre fløj. Lee havde muligheden for afgørende at slå Grant, men angreb ikke på den måde, som var nødvendig for at lade den fælde smække, som han havde opstillet. Måske fordi han var syg. Grant fortsatte med at rykke mod sydøst i retning af Old Cold Harbor.
Slaget ved Haw's Shop (28. maj)
Greggs Unionskavaleri division med støtte fra Torberts division, rykkede frem for at dække Army of the Potomac's overgang over Pamunkey floden og fremrykning mod Totopotomoy Creek. Wade Hampton's kavaleridivision mødte Unionshæren ved Enon Church, 1½ km vest for Haw's Shop. Efter syv timers kamp, hvor kavaleriet hovedsagelig var afsiddet stoppede Unionens fremgang, og Lee modtog værdifulde efterretninger om hvor Grant's infantry var på vej hen.
Slaget ved Totopotomoy Creek (28. maj – 30. maj)
Lees styrker havde forskanset sig bag Totopotomoy Creek, og dækkede alle direkte veje til Richmond. II Korps gennemførte en overgang over floden på to steder, og erobrede den forreste linje af sydstatshærens skyttegrave, men fremgangen blev stoppet ved hovedlinien. I mellemtiden blev V Korps, som rykkede frem nær Bethesda Church angrebet af Earlys Korps. Unionshæren blev drevet tilbage til Shady Grove Road efter kraftig kamp.
Slaget ved Old Church (30. maj)
Med hærene stående overfor hinanden langs Totopotomoy Creek linjen, begyndte Unionens kavaleri at undersøge mod øst og syd. Torberts kavaleridivision angreb og besejrede Matthew C. Butler's brigade nær Old Church. Butlers tropper blev drevet jævnt tilbage langs vejen til Old Cold Harbor, hvilket åbnede vejen for Sheridans erobring af denne vigtige korsvej den følgende dag.
Slaget ved Cold Harbor (31. maj – 12. juni)
Den 31. maj erobrde Sheridans kavaleri det vigtige vejkryds i Old Cold Harbor, og den 1. juni, afslog de et angreb af Sydstatsinfanteri. Forstærkninger til sydstaternes styrker ankom fra Richmond og fra Totopotomoy floden. Sent den 1. juni ankom Unionens VI Korps og XVIII Korps til Cold Harbor og angreb Sydstaternes stillinger med nogen succes. Den 2. juni var begge hære på slagmarken og formerede en 11 km lang front, som løb fra Bethesda Church til Chichahominy floden. Ved daggry den 3. juni angreb II og XVIII korps og langs Bethesda-Cold Harbor linjen efterfulgt sener af IX Korps og de blev nedslagtet på alle punkter. Hærene stod overfor hinanden langs disse linjer indtil om natten den 12. juni hvor Grant rykkede frem på sin venstre flanke for at nå James River.
Slaget ved Trevilian Station (11. juni – 12. juni)
For at bortlede Sydstaternes kavaleri og rydde vejen for en generel bevægelse mod James River, gennemførte Sheridan et storstilet kavaleri raid ind i Louisa County, som truede med at afskære Virginia Central Railroad. Den 11. juni, angreb Sheridan sammen med Gregg's ogd Torbert's divisioner Hamptons og Fitzhugh Lees kavaleri divisioner ved Trevilian Station. Sheridan drev en kile ind mellem sydstatsdivisionerne og bragte dem i forvirring. Den 12. juni blev rollerne byttet om. Hampton og Lee lod deres tropper sidde af og trak en defensiv linje over jernbanen til vejen mod Gordonsville. Fra denne fordelagtige position slog de adskillige Unionsangreb. Sheridan trak sig tilbage efter at have ødelagt 10 km spor på Virginia Central Railroad. Sydstaternes sejr ved Trevilian forhindrede Sheridan i at nå Charlottesville og samarbejde med generalmajor David Hunters hær i Shenandoah dalen.
Slaget ved Saint Mary's Church (24. juni)
Hamptons kavaleri forsøgte at afskære Sheridans kavaleri fra at returnere fra deres raid til Trevilian Station. Sheridan udkæmpede et forsinkende slag for at beskytte et langt forsyningstog, som var under hans beskyttelse, og genforenedes derefter med hæren ved Bermuda Hundred.

## Efterspil
Overland-kampagnen var et nødvendigt fremstød for at Unionen kunne vinde krigen, og selv om adskillige slag blev tabt (især ved Cold Harbor) var kampagnen en stor strategisk sejr for Unionen. Ved hele tiden at gå i kamp med Lees tropper og ikke tillade dem af undslippe tvang Grant Lee ind i en uholdbar situation. Kampagnen var den blodigste i amerikansk historie: Ca. 55.000 døde og sårede på Unionens side, heraf 7.600 dræbte, og 32.600, heraf 4.200 dræbte, på Sydstaternes side.
Estimaterne veksler hvad angår tabene i den samlede kampagne. Den følgede tabel opsummerer estimaterne fra en række populære kilder:
| Kilde                             | Unionen | Unionen | Unionen                | Unionen       | Konføderation | Konføderation | Konføderation          | Konføderation | Totale Tab     |
| Kilde                             | Dræbt   | Såret   | Tilfangetagne/ Savnede | Totalt        | Dræbte        | Sårede        | Tilfangetagne/ Savnede | Total         | Totale Tab     |
| --------------------------------- | ------- | ------- | ---------------------- | ------------- | ------------- | ------------- | ---------------------- | ------------- | -------------- |
| National Park Service             |         |         |                        | 38.691        |               |               |                        | 31.448        | 70.139         |
| Bonekemper, Victor, Not a Butcher | 7.621   | 38.339  | 8.966                  | 54.926        | 4.206         | 18.564        | 9.861                  | 32.631        | 87.557         |
| Esposito, West Point Atlas        |         |         |                        | 55.000        |               |               |                        | 20–40,000     | 75–95,000      |
| McPherson, Battle Cry             |         |         |                        | 65.000        |               |               |                        | 35.000        | 100.000        |
| Smith, Grant                      |         |         |                        | næsten 65.000 |               |               |                        | 35.000        | næsten 100.000 |
| U.S. War Dept., Official Records  | 6.586   | 26.047  | 6.626                  | 39.259        |               |               |                        |               |                |

Grant fik ry for at være en "slagter" på det tidspunkt. Viden om at Grant lettere kunne erstatte mænd og udstyr end Lee kan have formet Grants strategi. På den anden side er historikerne ikke enige om at Grant med vilje indlod sig i mange slag for at besejre Lee gennem udmattelse uden hensyntagen til egne tab og unødvendigt bortødede liv i frugtløse frontal angreb for at årelade Lee.
Det bør bemærkes, at Lees tab, selv om de er mindre i absolutte tal, var højere i procenter. Grant opnåede mere med sine tab på 55.000 end alle sine forgængere havde opnåede mod Lee, trods deres sammenlagt højere tab over tre år.
Overland-kampagnen sluttede med Grants overgang over James River og begyndelsen på Belejringen af Petersburg. Dette var udtryk for en ændring i Grants strategi. Han erkendte at han ikke med held kunne manøvrere Lee ind i et endeligt slag i det åbne og besluttede at ændre sit fokus til geografiske og politiske mål: byerne Richmond og Petersburg. Hvis jernbanelinierne, som førte ind til disse byer sydfra kunne afskæres ville Lee blive tvunget ud i åbent terræn. Han vidste også at de mange koordinerede offensiver, som han havde igangsat var slået fejl, bortset fra Sherman, som rykkede frem mod Atlanta. Alle andre generaler var enten gået i stå eller besejret.

## Eksterne links
- Staff Ride Handbook for the Overland Campaign, Virginia, 4 May to 15 June 1864: A Study in Operational-Level Command Arkiveret 24. juni 2008 hos  Wayback Machine, Combat Studies Institute Press, United States Army.
- Animated History of the Overland Campaign Arkiveret 30. april 2008 hos  Wayback Machine